# Список советских игровых кинофильмов (1920)
Список завершённых советских игровых полнометражных и короткометражных фильмов 1920 года производства, снятых для коммерческого проката. В списке отсутствуют неигровые и мультипликационные кинофильмы, а также телефильмы и учебные фильмы, не выходившие в прокат.

## Список фильмов
Все фильмы немые, чёрно-белые, обычного формата, односерийные.
| Основное название                         | Дополнительное название       | Жанр            | Частей | Метраж | Киностудия                              | Республика | Выпуск на экран            | Режиссёр                                                                                       | Сохранность   | Примечание |        |
| ----------------------------------------- | ----------------------------- | --------------- | ------ | ------ | --------------------------------------- | ---------- | -------------------------- | ---------------------------------------------------------------------------------------------- | ------------- | --- | ------ |
| Анджело                                   |                               | экранизация     | 5      |        | «Буревестник»                           | Россия     |                            | Нароков Михаил                                                                                 | не сохранился | Из-за отсутствия плёнки на экран выпущен не был | [ 1 ]  |
| В дни борьбы                              | Борьба за мир                 | агитфильм       | 3      | 600    | Госкиношкола и ВФКО                     | Россия     | июнь 1920                  | Перестиани Иван                                                                                | не сохранился | Роль красного командира была первой работой в кино Всеволода Пудовкина. Постановка осуществлена группой студийцев Госкиношколы по конкурсу ВФКО                                                                                              | [ 1 ]  |
| Взятие Зимнего дворца                     |                               | агитфильм       |        |        | ПОФКО                                   | Россия     |                            | Евреинов Николай; Державин Е.; Кугель Александр; Петров Николай; Вивьен Леонид; Мишеев Николай | не сохранился | | [ 2 ]  |
| Война войне                               | Война за мир                  | агитфильм       | 1      | 140    | худ. коллектив «Русь» и ВФКО            | Россия     | июнь 1920                  | Желябужский Юрий                                                                               | не сохранился | Поставлен по конкурсу ВФКО | [ 3 ]  |
| Всё для фронта                            |                               | киноплакат      |        |        | Киносекция Всеукрревкома                | Украина    |                            | Михаил Вернер                                                                                  | не сохранился | | [ 3 ]  |
| Гимн освобождённому труду                 | Мистерия освобождённого труда | агитфильм       |        |        | ПОФКО                                   | Россия     |                            | Кугель Александр; Маслов С.                                                                    | не сохранился | | [ 3 ]  |
| Да здравствует рабоче-крестьянская Польша |                               | агитфильм       | 2      | 483    | Слонфильм и ВФКО                        | Россия     | июнь 1920                  | Сабинский Чеслав                                                                               | не сохранился | Поставлен по сценарию, отмеченному на конкурсе ВФКО | [ 3 ]  |
| Два мира                                  |                               | экранизация     | 4      | 900    | Всеукраинский кинокомитет               | Украина    |                            | Аркатов Александр; Черноблер В.                                                                | не сохранился | | [ 4 ]  |
| Два поляка                                |                               | агитфильм       | 4      |        | ВФКО                                    | Россия     |                            | Разумный Александр                                                                             |               | | [ 5 ]  |
| Две души                                  | По ту сторону щели            | экранизация     | 7      |        | худ. коллектив «Русь» и ВФКО            | Россия     |                            | Желябужский Юрий                                                                               | не сохранился | | [ 5 ]  |
| Дети учат стариков                        | Епископ Гаттон                | агитфильм       | 3      | 850    | ВФКО (1-я ф-ка)                         | Россия     |                            | Ивановский Александр                                                                           |               | Сценарий получил первую премию на конкурсе ВФКО осенью 1920 г. | [ 6 ]  |
| Домовой-агитатор                          |                               | агитфильм       | 3      | 1000   | ВФКО (1-я ф-ка)                         | Россия     |                            | Желябужский Юрий                                                                               | не сохранился | Сценарий получил первую премию на конкурсе, объявленном ВФКО с целью способствовать средствами кино борьбе с продовольственным кризисом. В картине впервые снимались артисты МХАТ Николай Хмелёв, Борис Добронравов, Георгий Бурджалов и др. | [ 7 ]  |
| Красный Касьян                            |                               | агитфильм       | 6      |        | Всеукраинский кинокомитет               | Украина    |                            | Чардынин Пётр                                                                                  | не сохранился | | [ 7 ]  |
| Митька-бегунец                            |                               | агитфильм       |        |        | Всеукраинский кинокомитет               | Украина    |                            | Салтыков Николай                                                                               | не сохранился | Предположительно был выпущен к Неделе фронта и тыла, проводившейся в феврале 1920 г. в Киеве | [ 7 ]  |
| Мы победим                                |                               | агитфильм       |        |        | Всеукраинский кинокомитет               | Украина    |                            | Салтыков Николай                                                                               | не сохранился | | [ 8 ]  |
| На заре                                   |                               | агитфильм       |        |        | Всеукраинский кинокомитет               | Украина    |                            | Чардынин Пётр                                                                                  | не сохранился | | [ 8 ]  |
| На красном фронте                         | Красный фронт                 | приключенческий | 2      | 700    | Киносекция Моссовета                    | Россия     |                            | Кулешов Лев                                                                                    | не сохранился | Поставлен на фронте группой студийцев Госкиношколы при содействии Киносекции Моссовета и Реввоенсовета | [ 8 ]  |
| На мужицкой земле                         |                               | агитфильм       | 3      |        | худ. коллектив «Творчество» и ВФКО      | Россия     | июнь 1920                  | Чайковский Борис                                                                               |               | Сценарий получил вторую премию на конкурсе, объявленном ВФКО весной 1920 г. | [ 8 ]  |
| На фронт!                                 |                               | агитфильм       |        |        | ВФКО                                    | Россия     |                            |                                                                                                | не сохранился | | [ 9 ]  |
| Народ — сам кузнец своего счастья         |                               | агитфильм       | 2      | 727    | худ. коллектив «Русь» и ВФКО (4-я ф-ка) | Россия     | июнь 1920                  | Желябужский Юрий                                                                               | не сохранился | Сценарий был представлен на конкурс, объявленный ВФКО весной 1920 г. | [ 9 ]  |
| Пан или пропал                            |                               | агитфильм       | 2      | 500    | ВФКО (ателье «Нептун»)                  | Россия     |                            |                                                                                                | не сохранился | Предположительно был поставлен в связи с нападением на Советскую республику белопанской Польши | [ 9 ]  |
| Паны-налётчики                            | Грех деревни                  | агитфильм       | 2      | 745    | худ. коллектив «Русь» и ВФКО (4-я ф-ка) | Россия     | июнь 1920                  | Желябужский Юрий                                                                               | не сохранился | Сценарий написан по конкурсу ВФКО, объявленному весной 1920 г. | [ 9 ]  |
| Первое мая                                |                               | агитфильм       |        |        | Всеукраинский кинокомитет               | Украина    |                            | Аркатов Александр                                                                              | не сохранился | | [ 9 ]  |
| Польская шляхта                           |                               | агитфильм       |        | 300    | Всеукраинский кинокомитет               | Украина    |                            | Салтыков Николай                                                                               | не сохранился | | [ 9 ]  |
| Рассказ о семи повешенных                 | Семь повешенных               | экранизация     | 10     | 2350   | Всеукраинский кинокомитет               | Украина    | 10 марта 1924 (Москва)     | Чардынин Пётр; Салтыков Николай                                                                | не сохранился | 2 серии | [ 10 ] |
| Сорока-воровка                            | Трагедия крепостной актрисы   | экранизация     |        |        | худ. коллектив «Русь» и ВФКО (4-я ф-ка) | Россия     |                            | Санин Александр                                                                                | не сохранился | | [ 10 ] |
| Так быть не должно                        |                               | агитфильм       |        |        | худ. коллектив «Творчество» и ВФКО      | Россия     |                            | Чайковский Борис                                                                               | не сохранился | Сценарий поступил на конкурс ВФКО, объявленный весной 1920 г. | [ 10 ] |
| Хвеська                                   | Больничный сторож Хвеська     | экранизация     | 3      | 754    | худ. коллектив «Русь» и ВФКО (4-я ф-ка) | Россия     | 5 сентября 1923 (повторно) | Ивановский Александр                                                                           | не сохранился | Поставлен (предположительно) к Неделе просвещения | [ 10 ] |
| Хромой барин                              |                               | экранизация     | 4      |        | «Буревестник»                           | Россия     |                            | Касьянов Владимир                                                                              | не сохранился | | [ 10 ] |